# Lawson, Missouri
Lawson är en ort i Ray County i delstaten Missouri, USA.